# Forst Hintersee
Koordinaten: 47° 34′ 39,9″ N, 12° 49′ 28,7″ O

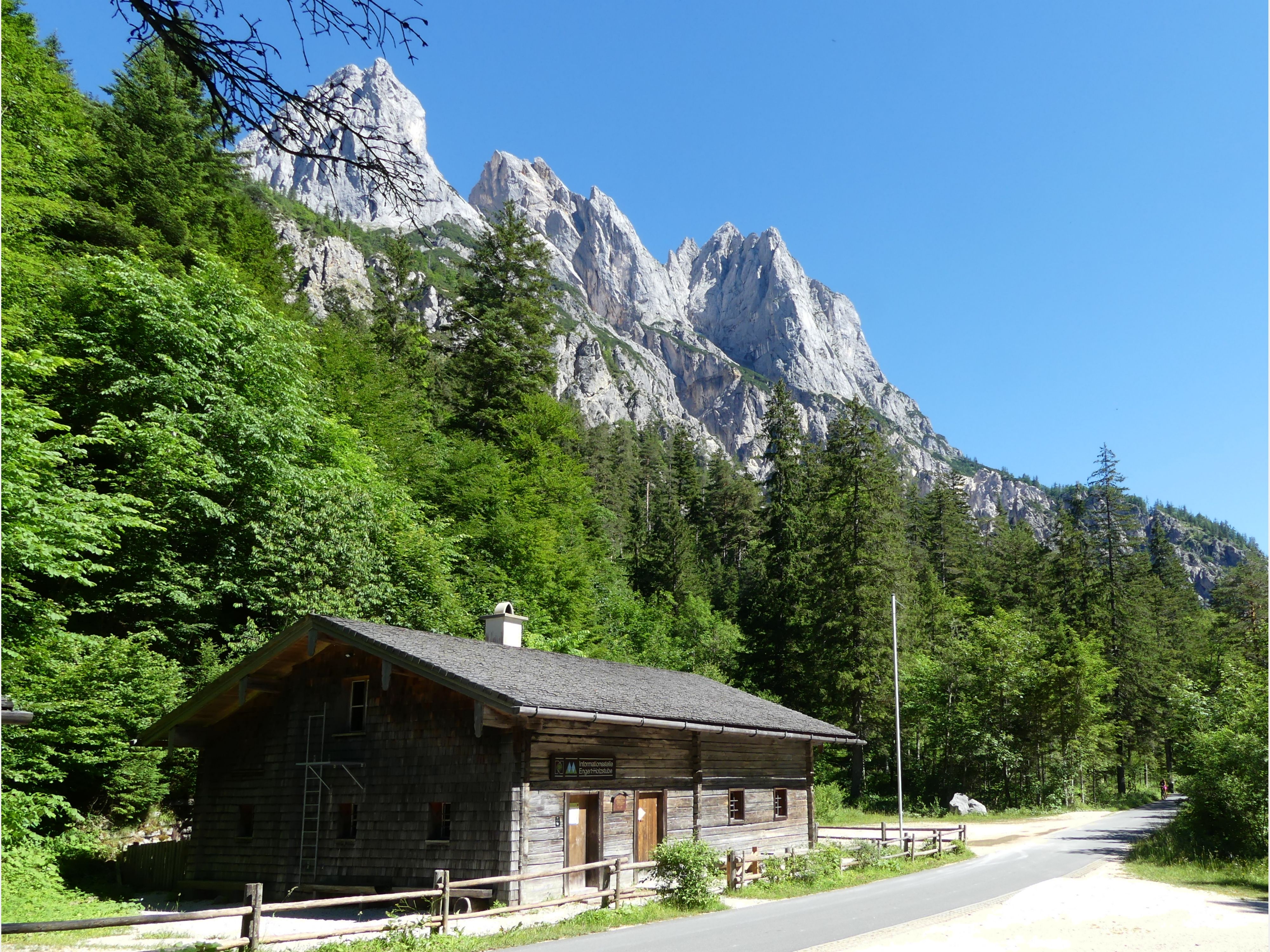
Die Engert-Holzstube an der Hirschbichlstraße (St. 2099) liegt in der Gemarkung

Der Forst Hintersee ist eine Gemarkung im oberbayerischen Landkreis Berchtesgadener Land.
Sie liegt vollständig auf dem Gemeindegebiet von Ramsau bei Berchtesgaden und ist etwa 3485 Hektar groß.
Die Gemarkung grenzt im Norden an die historische Gnotschaft Antenbichl auf der Gemarkung Ramsau b.Berchtesgaden (099969) und im Osten an die Gemarkung Ramsauer Forst (099969). Im Süden und Westen grenzt die Gemarkung an das österreichische Bundesland Salzburg, und zwar an die Katastralgemeinden Unterweißbach (Gemeinde Weißbach bei Lofer), Wildenthal (Gemeinde St. Martin bei Lofer), Au (Gemeinde Lofer) und Reith (Gemeinde Unken).
Das Gemarkungsgebiet liegt vollständig im Nationalpark Berchtesgaden.
Das ehemalige gemeindefreie Gebiet im Landkreis Berchtesgadener Land wurde zum Jahresende 1983 aufgelöst und am 1. Januar 1984 in die Gemeinde Ramsau bei Berchtesgaden eingegliedert. Am 1. Januar 1983 hatte es eine Fläche von 3489,32 Hektar. Die Fläche zum Gebietsstand 1. Oktober 1966 betrug ebenfalls 3489,32 Hektar.